# جار الله العلويط
الفريق جار الله العلويط هو القائد الحالي لقوة الصواريخ الاستراتيجية الملكية السعودية. كان قد افتتح رسميًا مبنى المقر الرئيسي والأكاديمية الجديد لقوة الصواريخ الاستراتيجية في الرياض خلال شهر يوليو 2013.
 بدءًا من عام 2013، يتم فتح اسمه رسميًا وصوره لعامة الناس، ولا يتم تصنيف شخصيته لأنها كانت تُستخدم من قبل لجميع المعلومات المتعلقة بقوة الصواريخ الاستراتيجية الملكية السعودية.
أصبحَ موقعهُ أكثر أهمية منذ أن تمَّ دفع برنامج السعودية النووي من عام 2009، وفقًا لإعلان الملك عبد الله والأمير تركي بن فيصل آل سعود.

ربَّما يكون جار الله العلويط حالياً هو القائد الأول والوحيد لهذا الفرع العسكري بين جميع الدول العربية والإسلامية. تَمتلكُ باكستان صواريخ باليستية إستراتيجية أيضًا، لكنَّها ليست فرعًا منفصلًا من الجيش؛ قيادة القوات الاستراتيجية للجيش تابعة للجيش الباكستاني.